# Báscones de Zamanzas
Báscones de Zamanzas es un pueblo del Valle de Zamanzas. Pedanía del municipio Valle de Zamanzas en la provincia de Burgos.
Limita:
Norte:
- Población de Arreba
- Campino

Sur:
- Turzo

Este:
- Aylanes

Oeste:
- Orbaneja del Castillo

Wikimapia. Localización de Báscones de Zamanzas

## Geografía
El pueblo está en un valle. El arroyo Zouble pasa por el pueblo. Tal corriente de agua ha originado ese valle en el que se sitúa el pueblo. Discurre de noroeste a sureste; a ambos lados se genera un extenso arbolado de bosque atlántico.
Al oeste se extiende una llanada  donde los condicionantes morfoestructurales, litológicos, climáticos e hídricos son más extremados que los del valle por lo que  la vegetación y arbolado son diferentes.

## Carreteras
Pasa muy próxima la carretera   N-623 .
- Desde la   N-623  se puede acceder cogiendo la carretera local  BU-V-5741  y cuando se llega a Arreba se coge otra que lleva hasta Gallejones. Esta misma  BU-V-5741  enlaza con la   N-232  en el pueblo de Incinillas; por tanto desde Incinillas también se llega a Báscones.
- También desde la   N-623   a través de la  BU-V-5145  y en Gallejones se coge otra que lleva hasta Arreba y antes pasa por Báscones.

## Topónimo
El topónimo alude a los vascones, que poblaron este territorio. Nada sorprendente pues muy próximo hay otros pueblos con topónimo vascuence como Munilla de Hoz de Arreba y Arreba entre otros.
Este tema es de bastante interés si nos atenemos a los numerosos libros y webs que aluden a ello.

## Historia

### sigloXIX
Así describe Sebastián de Miñano en 1826 este pueblo:

“Bascones provincia y partido de Santander, valle de Zamanzas, 21 vecinos, 93 habitantes, 1 parroquia. Este pueblo está cercado de peñas y montes. Confina con los pueblos de Arreba y Peñalba.” 

Y así Pascual Madoz en el año 1849:

En la provincia, dióc, aud.Terr.  Y ciudad g. de Burgos (12 leguas), partido  Jud.  De Sedaño (3 1/2), ayuntamiento  del valle de Zamanzas, cuyas reuniones se celebran en el pueblo de Gallejones: SIT.  En lo mas hondo del citado valle, por el cual corre un arroyuelo que le divide en 2 barrios; goza de buena ventilación y de clima bastante templado, siendo las enfermedades mas comunes las constipaciones que fácilmente degeneran en fiebres catarrales.  Tiene 28 malas casas, una fuente poco abundante, pero de aguas saludables para el surtido del vecindario, una iglesia  Parr.  Bajo la advocación de San Pedro, servida por un cura párroco, y una ermita á la dist.  De 100 varas, N. de la población  Dedicada á San Roque.  Confina N. Población de Arreba, E. Aylanes y S. y O.Orbaneja. El terreno es de mediana calidad, habiendo algunos montes poblados de robles, aunque no muy espesos: por la parte del S. y O. se levanta una ladera bastante agria, coronada de una cordillera  de peña que, dominando la población, separa su término  del de Orbaneja.  Cruza por él el camino que conduce de Callejones á Población, el cual no se halla en mal estado, á pesar de que las aguas lo descomponen con frecuencia; el correo se recibe los domingos, miércoles v viernes en Soncillo de la adm. de Villarcayo, ó en Polienles de la de Reinosa. Produc. : frutas de varias clases que es su principal cosecha, trigo, centeno y legumbres: ganado lanar y cabrío, y caza de algunas liebres, perdices y palomas; Población: 13 vecinos, 49 almas; CAP. PROD.; 98,400 reales; IMP.: 10,135.

### sigloXX
Durante la Guerra Civil, por las proximidades estaba el frente bélico entre 1936-37. Báscones de Zamanzas estaba en el área controlada por el ejército sublevado contra la República.
En 1937 desde el área republicana de San Martín de Elines, un escuadrón de 1.500 hombres accedió al páramo y logra cortar la carretera de Santander a la altura de Báscones. La Columna Sagardía logra romper la maniobra envolvente y amenazaba con atacar por la espalda a los sitiadores. El frente por esta comarca concluyó ese mismo año.
No se sabe cuántos murieron durante La Guerra, aunque sí las personas de este pueblo represaliadas.
Después de tal guerra muchos de sus pobladores emigraron a las provincias del norte, sobre todo Vizcaya, Guipúzcoa y Santander.

## Evolución demográfica
| 2000 |  | 2001 |  | 2002 |  | 2003 |  | 2004 |  | 2005 |  | 2006 |
| ---- |  | ---- |  | ---- |  | ---- |  | ---- |  | ---- |  | ---- |
| 19   |  | 21   |  | 19   |  | 19   |  | 14   |  | 13   |  | 11   |